# Шаваев, Хамид Хакешаевич
Хамид Хакешаевич Шаваев (1929, Хасанья, Кабардино-Балкария — 1946) — юный разведчик, партизан. Был связным между партизанским отрядом и 278-м полком 11-й дивизии НКВД.

## Биография
- участвовал в пленении фельдфебеля, о котором сообщил, будучи на задании по дороге в Верхнюю Балкарию
- вызвал панику среди фашистских захватчиков, бросив гранату через окно немецкой комендатуры.

## Награды
За мужество в борьбе с гитлеровскими захватчиками был награжден медалями «За отвагу» и «Партизану Отечественной войны» II степени.

## Память
Именем Шаваева названа улица в пос. Хасанья, КБР, Россия.